# 일승 (기업)
주식회사 일승은 세진중공업을 모회사로 둔 조선 기자재 기업이다.